# Dena'ina
Dena’ina (även kallat Tanaina) är ett nordligt atabaskiskt språk som talas i södra Alaska, särskilt kring Cook Inlet, Susitnafloden och Iliamna-sjön. Det är det enda atabaskiska språket som traditionellt talas i ett kustnära område.
Dena’ina tillhör den nordliga grenen av de atabaskiska språken, som ingår i den större na-dené-språkfamiljen. Språket delas in i fyra huvuddialekter:
- Upper Inlet
- Outer Inlet
- Iliamna
- Inland

Dena’ina är ett agglutinerande språk med en komplex verbmorfologi, vilket är typiskt för atabaskiska språk. Det har oftast subjekt-objekt-verb (SOV) som grundläggande ordföljd, men variationer förekommer beroende på kontext. Språket har ett rikt konsonantsystem och vissa tonala inslag, även om det inte är ett strikt tonspråk.
Exempel på ord och fraser
- Chiqinik – "Tack"
- Ndaghelt’ana? – "Hur mår du?"
- Łuq’a – "Fisk"
- Qeneshi – "Örn"

## Användning
Dena’ina är ett allvarligt hotat språk, med färre än 100 flytande talare, främst äldre personer. För att bevara och återuppliva språket bedrivs olika insatser, bland annat:
- Språkundervisning i skolor och vid universitet
- Dokumentations- och arkivprojekt
- Kurser och digitala resurser för språkstudier
- Utgivning av ordböcker och läromedel

Dena’ina bär på traditionell kunskap om jakt, fiske och landskapet. Språket är en viktig del av Dena’ina-folkets identitet och används i muntliga berättelser och kulturella praktiker.